# Weber (карбюратор)

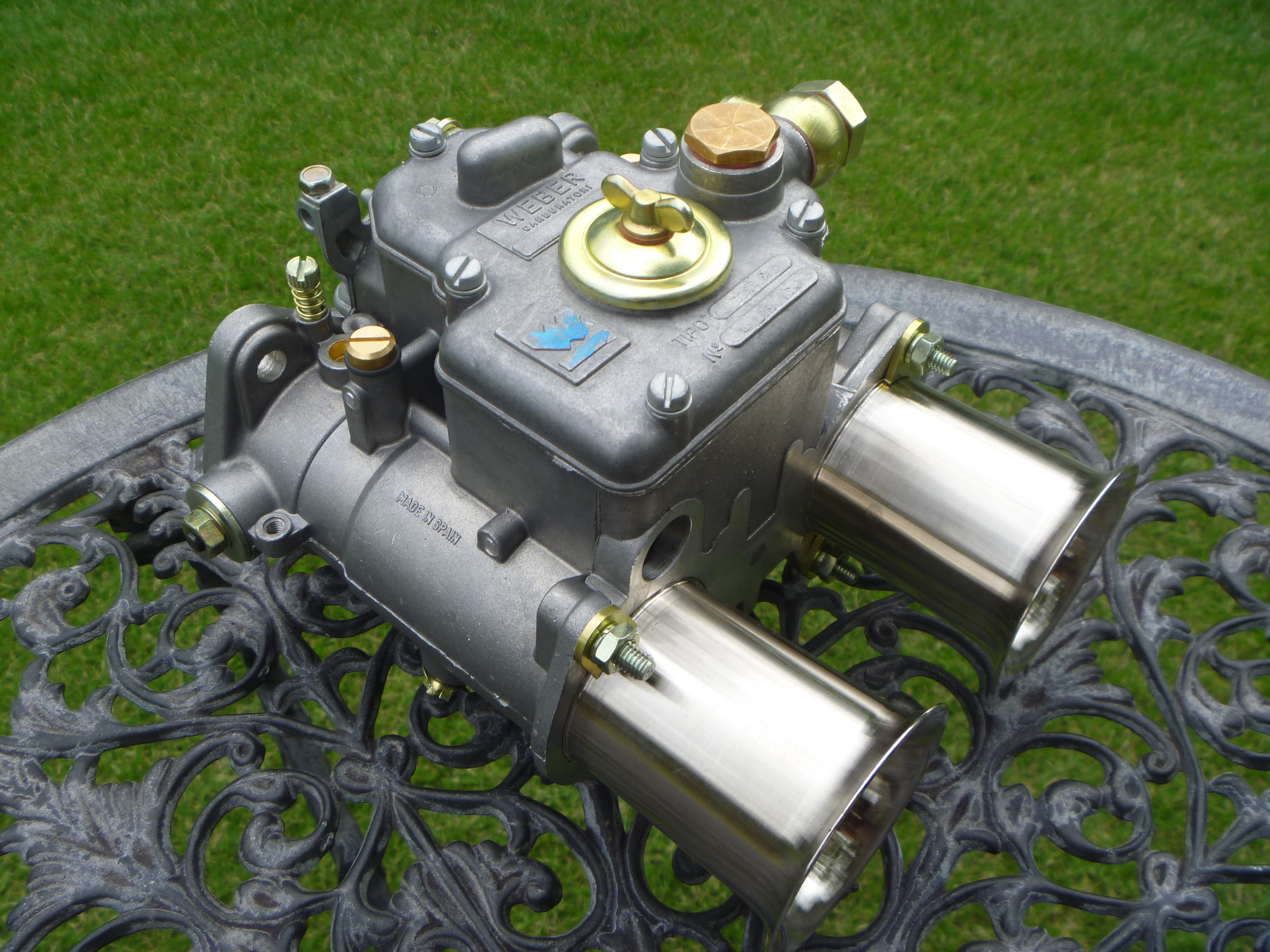
Карбюратор «Weber» DCOE 45

Weber — відомий виробник карбюраторів, керований Magneti Marelli. Ці карбюратори здебільшого згадуються в літературі у зв'язку з тим, що їх встановлювали на двигуни ВАЗ, ЗМЗ і ЧТЗ.

## Історія
Назву карбюратор отримав за прізвищем винахідника Едуарда Вебера, який керував виробництвом карбюраторів аж до смерті в 1945 році. Після першої світової ціни на паливо істотно зросли. У 1920-ті роки Вебер створює власну справу, працює над проблемою переводу вантажних машин на дешевший гас. Одночасно він розв'язує питання роботи моторів без провалів за рахунок модифікації системи живлення. Він першим створює двокамерний карбюратор, в якому менша камера використовується для підтримки холостого ходу двигуна, а більша — для роботи мотора під навантаженням. Цей карбюратор був створений для Fiat 501, його головною перевагою була економія палива.
Ця конструкція була включена в спеціальний тюнінговий набір Fiat, в який крім карбюратора входили впускний колектор та інші запчастини. До того ж було виявлено побічне явище у вигляді економії палива, яке було гідно оцінено власниками італійських таксі (в більшості той же Fiat 501). Популярність цих карбюраторів постійно росла, постало питання промислового випуску. У 1923 році Fiat і Едуард Вебер створили Fabbrica Italiana Carburatori Weber company, яка випускала карбюратори під маркою Weber.

## Завоювання Італії
У міру розвитку бізнесу Едуард Вебер став працювати зі спортивними командами: у нього були певні зв'язки у світі автоспорту, він сам виступав і навіть посів третє місце на етапі гран-прі Муджелло 13 червня 1920 р. та був наставником італійського гонщика Амеді Гордіні.
Логічним застосуванням інноваційних систем живлення стало застосування карбюраторів Weber в автоперегонах, що сталося з 1930-х років. Едуард Вебер винайшов дводифузорну карбюраторну систему живлення, він першим дійшов до застосування карбюратора з двома дифузорами однакових діаметрів. Ця конструкція подавала паливну суміш в кожен циліндр двигуна окремо, що дозволило підвищити ефективність двигуна. На етапі Гран-Прі 1931 року побачила Мазераті (1100сс), яка була укомплектована здвоєними горизонтальними карбюраторами Weber 50 DCO.
Крім Мазератті компанія Weber активно співпрацювала зі спортивним підрозділом Alfa Romeo. Ця взаємодія тривала з 1930-х до початку 1960-х років. На успішну модель Tipo D 2900 після двох нагнітачів ставилися два однокамерних карбюратора Weber з висхідним потоком.
Іншим спільним проектом став тридифузорний карбюратор Weber 50 DR3C, створений для Alfa Type 158 «Alfetta». Застосування трьох дифузорів дозволило мотору показувати хороші характеристики в усьому робочому діапазоні нагнітача за рахунок подачі рівномірної повітряної суміші. Для турбомоторів було створено інженерне рішення у вигляді стопорного клапана, коли надлишок тиску нагнітача скидався в атмосферу.
Друга світова війна прийшла до Італії в 1939 році, спортивні змагання були припинені. Але до цього моменту керівник підприємства домігся того, що карбюратори Weber стали використовуватися в усьому парку машин, що випускаються в Італії.

## «Weber» після Вебера
Ідеї, закладені Едуардом Вебером в своє підприємство, були високо оцінені споживачами. Після його смерті в 1945 році «Fiat» поставив за мету домогтися контролю над компанією і зробив це, отримавши управління компанією в 1952 році. Саме в цей час «Fiat» брав активну участь у спортивних змаганнях, моделі «Seat» і «Абарт» вигравали призи. На них стояли карбюратори «Weber» і популярність фірми «Weber» росла за рахунок перемог цих машин.
У ці роки почалася агресивна експансія «Weber» за межі Італії. Ряд статей про організацію цитує книгу «Альф Френсіз — механік гоночних автомобілів» Альфа Френсіза. Механік пише про те, що в 1952 році трапився епізод, коли Альф попросив встановити пару карбюраторів «Weber» на 117-сильний автомобіль Альта. Динамометричний стенд показав збільшення потужності на 7 к.с., але фахівці «Weber» продовжили працювати над мотором. Треба було змінити конструкцію впускного колектора і створити новий колектор щоб досягти результату 143 к.с. В результаті компанія «Weber» виставила Френсізу рахунок на два карбюратора, без сплати послуг за виміри на стенді і виготовлення впускного колектора.
На початку 1950-х років карбюратори «Weber» почали продаватися і в Америці, інтереси компанії представляла «GEON». Карбюратори використовували ті власники «Jaguar» і «General Motors», які змагалися в автоперегонах по дорогах загального користування, таких як «Trans-Am». Пізніше велику кількість карбюраторів ставилося на «Alfa Romeo Alfasud» і «Opel» з об'ємом 1,9. На ці мотори «Weber DCD» замість стандартного «Солекса» встановлювався без всяких переробок. В результаті не тільки підвищувалася потужність автомобіля, але характеристики мотора отримували велику еластичність. Пізніше замість «Weber DCD» стали випускатися карбюратори «Weber DGV» і «Weber DFAV», які були повністю взаємозамінні з карбюраторами серії «Holley 5200». В результаті ці карбюратори почали встановлюватися на автомобілях «Ford», витісняючи карбюратори «Holley».
З ростом популярності карбюраторів Weber в США, активізувалися інші імпортери. «Geon» був перейменований в «Bap / Geon». Пізніше «Bap / Geon» замінив дистриб'ютор «Interco», який працював з продукцією «Weber» у всіх штатах, розташованих на схід від річки Міссісіпі. Іншим серйозним імпортером є «Redline, Inc», крім цього є ряд незалежних імпортерів, які ведуть закупівлю карбюраторів «Weber» безпосередньо з Італії. В результаті багаторічного використання карбюраторів в Америці була сформована група споживачів карбюраторів «Weber», і в кожному великому місті є фахівці, які обслуговують продукцію цього виробника.

## Сучасний «Weber»
Системи живлення «Weber» були прийняті на озброєння іншими компаніями. Конструктивні принципи карбюраторів «Weber» були проаналізовані і запозичені іншими виробниками, існують фірми «Dellorto» (Італія) і «Микуни» (Японія), що виробляють аналоги карбюратора «Weber».
Зараз випускаються різноманітні карбюратори «Weber», що дозволяє їх використовувати на великій кількості моторів. «Weber» випускає однокамерні, двокамерні і трикамерні карбюратори з низхідним потоком, крім цього випускаються двокамерні з горизонтальним потоком. Раніше випускався однокамерний горизонтальний карбюратор «Weber», який зараз є колекційним виробом. Здвоєні вертикальні карбюратори реалізовані або з одночасним відкриттям заслінок, або з послідовним відкриттям заслінок. Поплавкові камери карбюраторів розташовуються або збоку, або між диффузорами. Завдяки цьому асортименту є можливість зібрати потрібну компоновку системи живлення карбюраторів «Weber».

## Коди моделей
На карбюраторах Вебер відзначають коди моделей на монтажному фланці, корпусі або на кришці флоат-камері. Код починається номером, який зазначає діаметр (в міліметрах) в отворі дросельної заслонки. Якщо цей номер має одну пару чисел, то обидва дроселі мають однаковий діаметр і працюють разом; якщо він має дві пари цифр, розділених слешом (наприклад, 28/36), то це первинні і вторинні дроселі, які відкриваються один за одним, як правило, відрізняються діаметром. За цими цифрами йде група букв, що вказує на різні особливості: DCOE має горизонтальне розміщення дифузора, а всі інші — вертикальне; Повний код може виглядати так: 40 DCOE 29, 45 DCOE 9 і т. д.